# Big River (Cook Inlet)
Der Big River (englisch für „großer Fluss“) ist ein 40 Kilometer langer Zufluss des Cook Inlet im Südwesten des US-Bundesstaats Alaska.

## Geographie

### Verlauf
Der Big River hat seinen Ursprung in einem kleinen gletschergespeisten Bergsee in den Chigmit Mountains auf einer Höhe von ungefähr 2420 m. Er fließt anfangs nach Nordosten. Er durchfließt eine Reihe kleinerer Seen, die als Big River Lakes bezeichnet werden. Nach Verlassen des letzten und größten Sees fließt der Big River in südöstlicher Richtung. Der South Fork Big River mündet rechtsseitig, wenig später der North Fork Big River von links. Der Big River mündet schließlich in die Redoubt Bay im Westen des Cook Inlet. Südlich der Mündung liegt die Insel Kalgin Island. Auf der gegenüber liegenden Uferseite der Bucht befindet sich die Stadt Kenai.

### Nebenflüsse
- Der North Fork Big River ist ein 43 Kilometer langer linker Nebenfluss des Big Rivers. Er hat seinen Ursprung in einem Gletscherrandsee am Lake Clark Pass auf einer Höhe von etwa 328 m. Der Fluss strömt in einem weiten Rechtsbogen durch das Gebirge. Er nimmt dabei mehrere gletschergespeiste Zuflüsse auf. Am Fuße der Berge zweigt der Bachatna Creek links ab und fließt über den Johnson Slough direkt ins Meer. Im Unterlauf spaltet sich der North Fork Big River in mehrere Flussarme auf, die alle in den Big River münden.
- Der South Fork Big River ist ein 17 Kilometer langer rechter Nebenfluss des Big Rivers. Der Fluss hat seinen Ursprung im etwa 280 m hoch gelegenen Gletscherrandsee der Big-River-Gletscherzunge des Double-Gletschers. Der South Fork Big River fließt entlang dem Fuß der Berge in nördlicher Richtung. Er spaltet sich in mehrere Flussarme auf, die alle in den Big River münden.